# George de Forest Brush

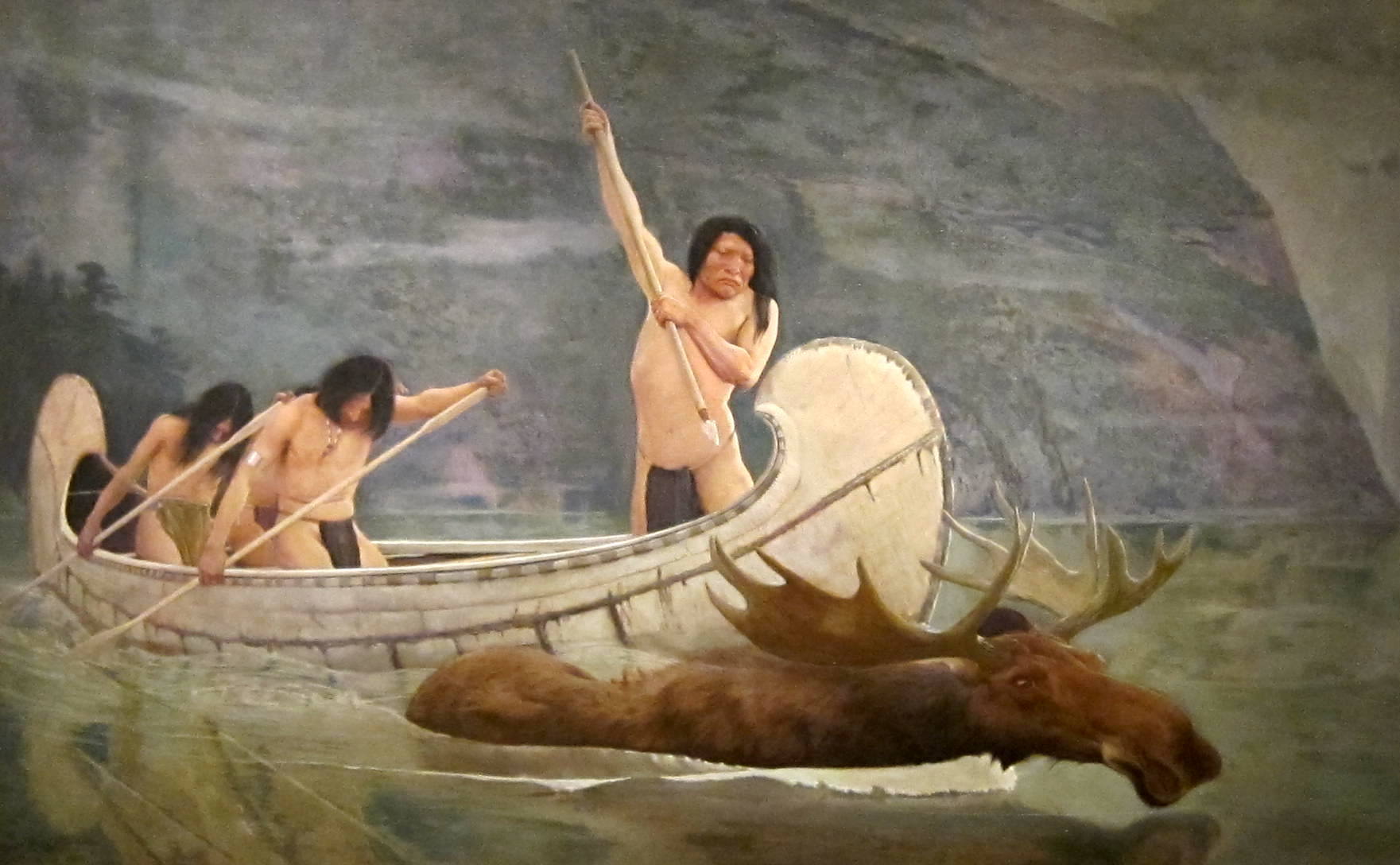
Polowanie na łosia, 1888, Smithsonian American Art Museum and the Renwick Gallery

George de Forest Brush (ur. 28 września 1855 w Shelbyville, zm. 24 kwietnia 1941 w Hanover) – amerykański malarz scen rodzajowych i portretów.
Studiował w paryskiej w École des Beaux-Arts, jego nauczycielem był Jean-Léon Gérôme. Od 1883 publikował ilustracje z życia Indian na łamach Harpers and Century Magazines i od 1885 w An Artist Among the Indians. Był wykładowcą Cooper Union i The Art Students League, w 1906 został członkiem National Academy of Design.
Na twórczość Brusha składają się naturalistyczne przedstawienia rdzennych Amerykanów, liczne portrety i rodzinne sceny rodzajowe, w których modelami byli członkowie jego rodziny. Otrzymał kilka wyróżnień m.in. złote medale na wystawach w Chicago (1893), Paryżu (1900), Buffalo (1901) i Saint Louis (1904).
George de Forest Brush przyjaźnił się i współpracował z Abbottem Handersonem Thayerem, głównie w zakresie wykorzystania kamuflażu w wojsku.